# Museum van de Vrouw

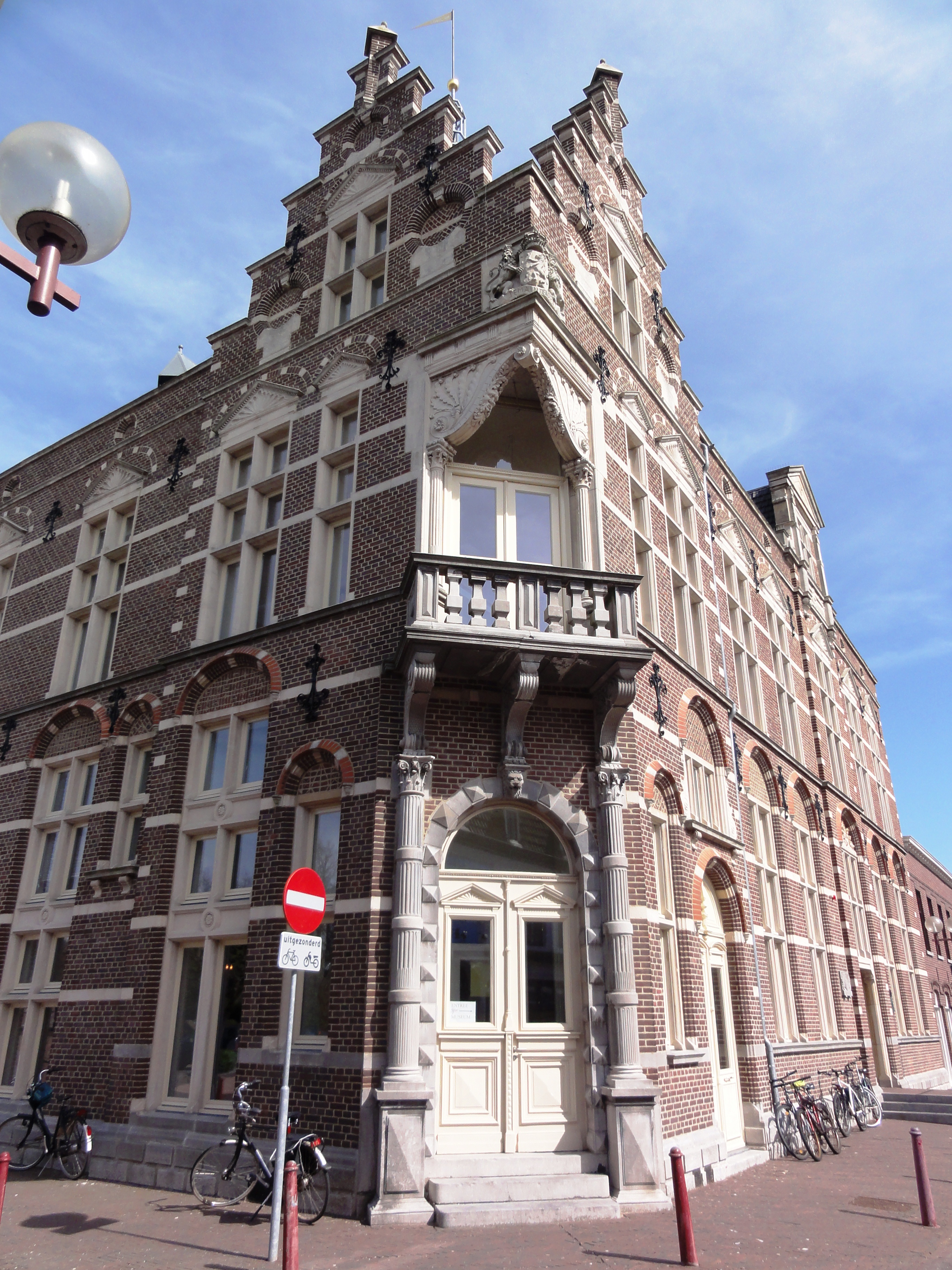
Museum van de Vrouw im Cultuurhuis Edith Stein

Das Museum van de Vrouw ist ein Museum zur Frauengeschichte in Echt in der niederländischen Gemeinde Echt-Susteren mit dem Schwerpunkt auf die lokale und regionale Kulturgeschichte.

## Geschichte
Das Museum befindet sich im Cultuurhuis Edith Stein, einem historischen Gebäude, das von 1887 bis 1888 als Rathaus mit öffentlicher Grundschule und Lehrerheim erbaut worden war. 2002 wurde es als Kulturdenkmal in die Liste der Rijksmonumente aufgenommen. 2019 wurde es in ein Kulturzentrum und Museum umgewandelt, das neben dem Frauenmuseum auch die Edith-Stein-Stiftung, die „Koninklijke harmonie St. Caecilia“ und einen Heimatverein beherbergt.

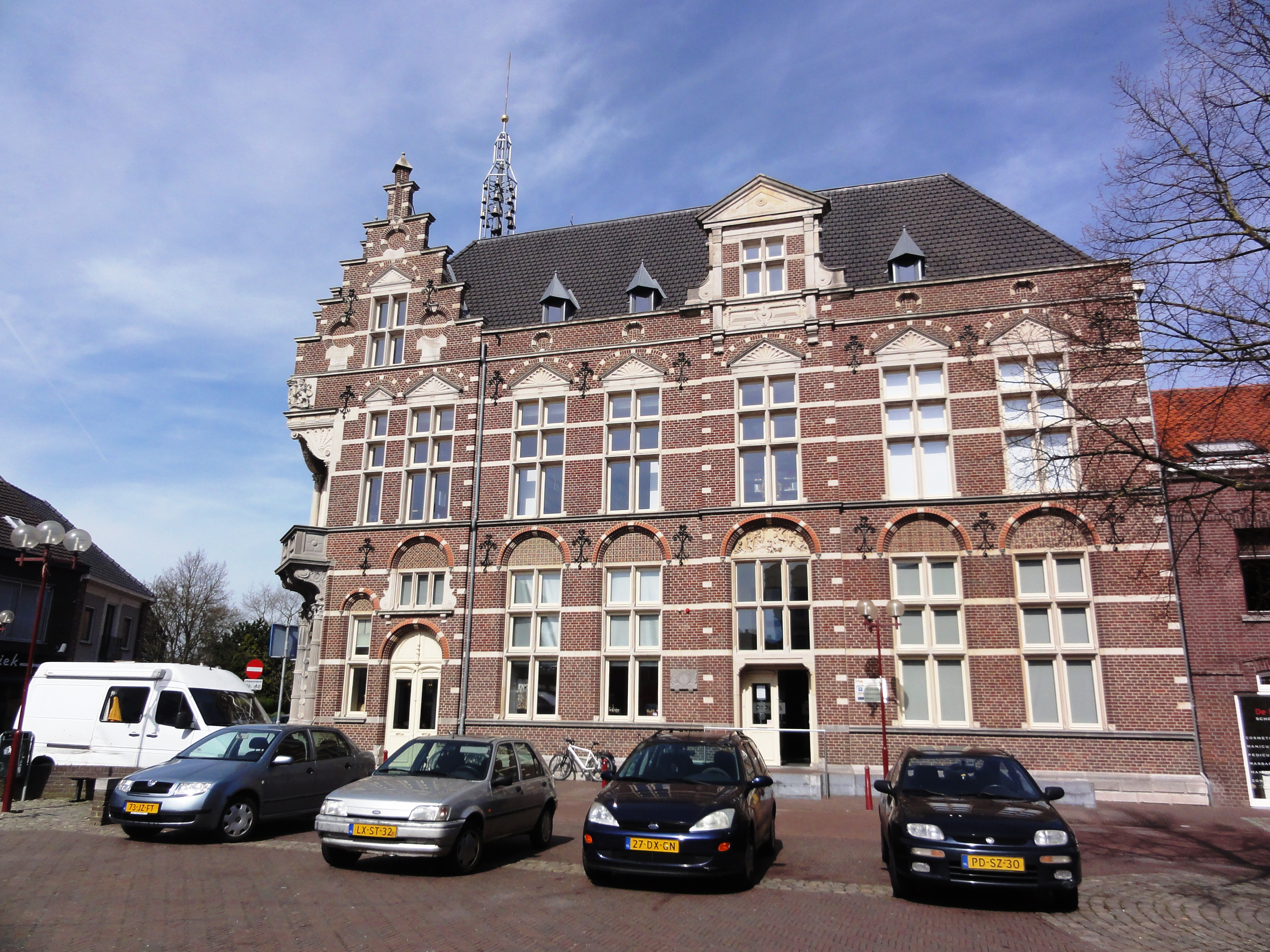
Vorderansicht

Der Grundstock der Sammlung stammte aus der Privatsammlung von Annie Schreuders-Derks aus Susteren, die Dinge mit Bezug zu Frauenleben aus eineinhalb Jahrhunderten sammelte. 2007 gelangte die Sammlung in den Besitz der Gemeinde Echt-Susteren und wurde im alten Rathaus von Echt untergebracht, das auch die städtische Sammlung von Echt-Susteren beherbergt. Nach einer umfassenden Renovierung 2018 erhielt das Museum neue Räume im Gebäude. Die Dauerausstellung Wonderkabinet im Erdgeschoss des Gebäudes zeigt den Grundstock der Sammlung und besondere Objekte aus der Stadtgeschichte von Echt-Susteren. Der Große Saal im ersten Stock wird für Wechselausstellungen zeitgenössischer Kunst mit Frauenbezug genutzt.

## Ausstellungen (Auswahl)
- Dauerausstellung Wonderkabinet
- 2023: Pas de Deux. HJIM van Gasteren und Monique Rutten
- 2023: Et Dieu créa la Femme EN PLUS
- 2023: Nous sommes ici[6]
- 2019: #Modegek[7]
- 2015/16: Groote Gezinnen, een huis vol![8]
- 2011: Lang leve lingerie![9]